# LG 옵티머스 7
LG 옵티머스 7(LG Optimus 7, LG E900)은 LG전자가 출시한 스마트폰으로, 2010년 10월 중 유럽 시장에 출시하였다.

## 주요 기능
허브 UI나 마켓플레이스 등의 윈도우 폰 7 고유의 기능 외에 옵티머스 7만의 고유기능 몇가지가 추가되어있다. 음성을 통한 SNS, 이메일, 문자메세징 기능과 쉬운 파노라마 사진촬영 기능, DLNA(가전제품 연동 홈 네트워크 시스템)의 연동을 통해 멀티미디어를 전송하는 플레이 투(play to) 기능등이 있다.

## 사진

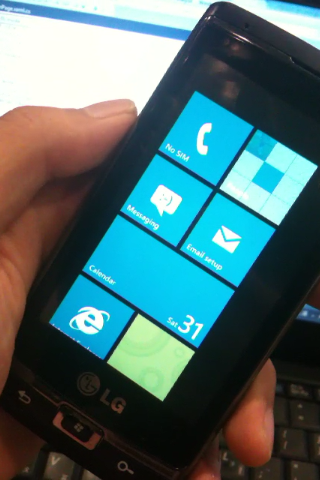
옵티머스 7의 전신이 된 개발자용 프로토타입 폰 `밍크`
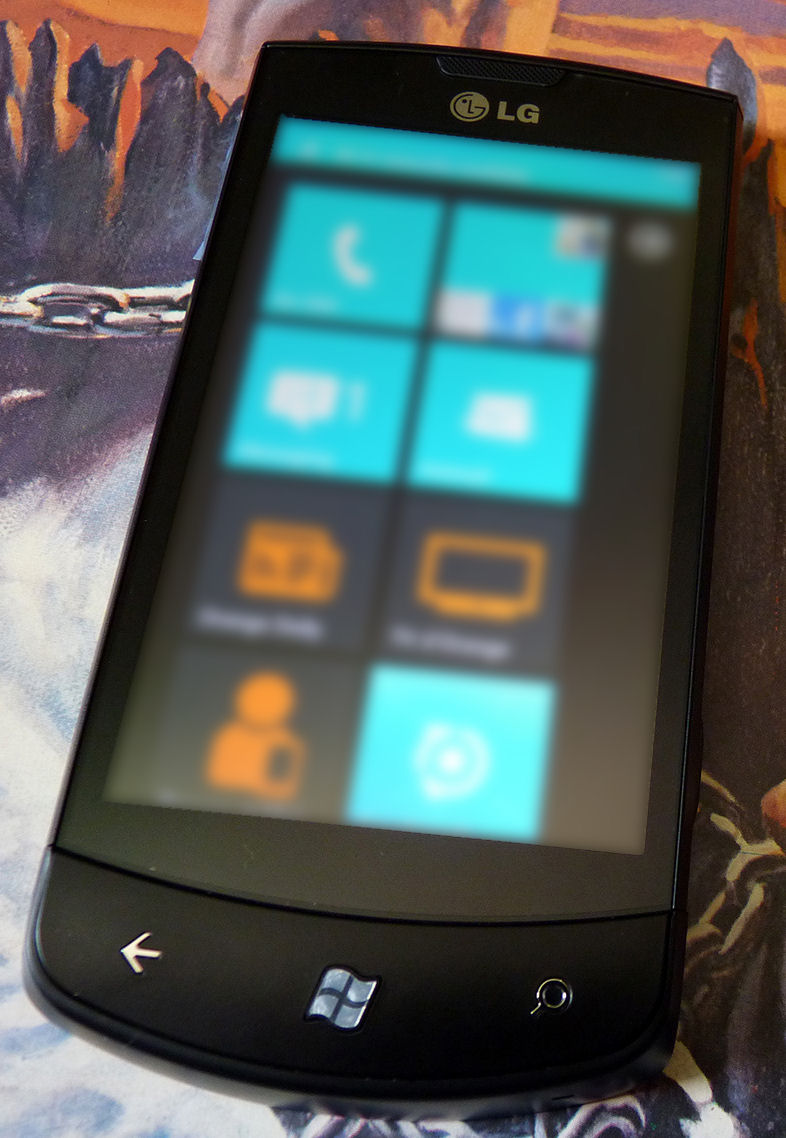
전원이 켜져있는 옵티머스 7
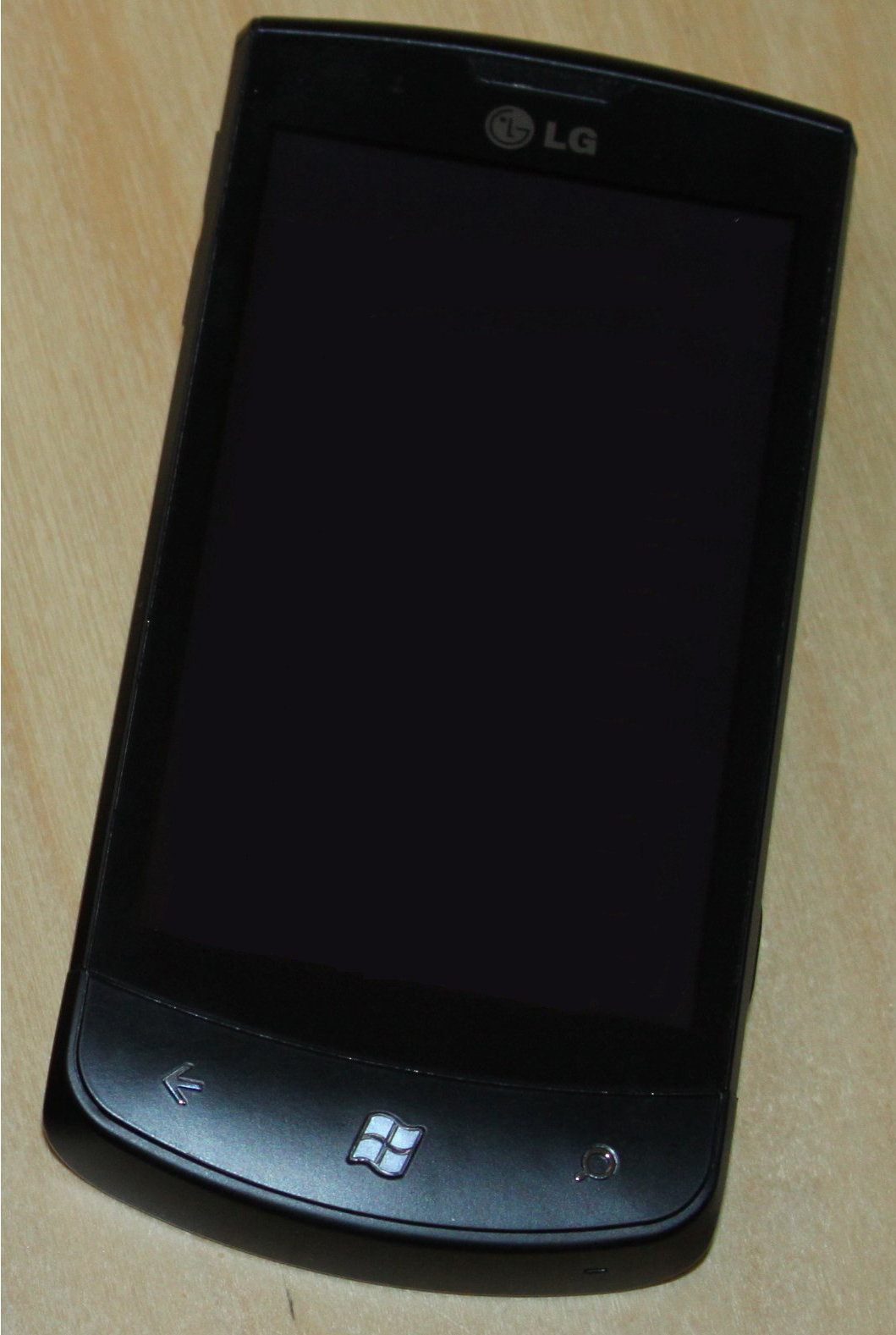
전원이 꺼져있는 옵티머스 7

## 같이 보기
- 윈도우 폰 7
- LG 옵티머스 퀀텀